# Chirurgisch mondmasker

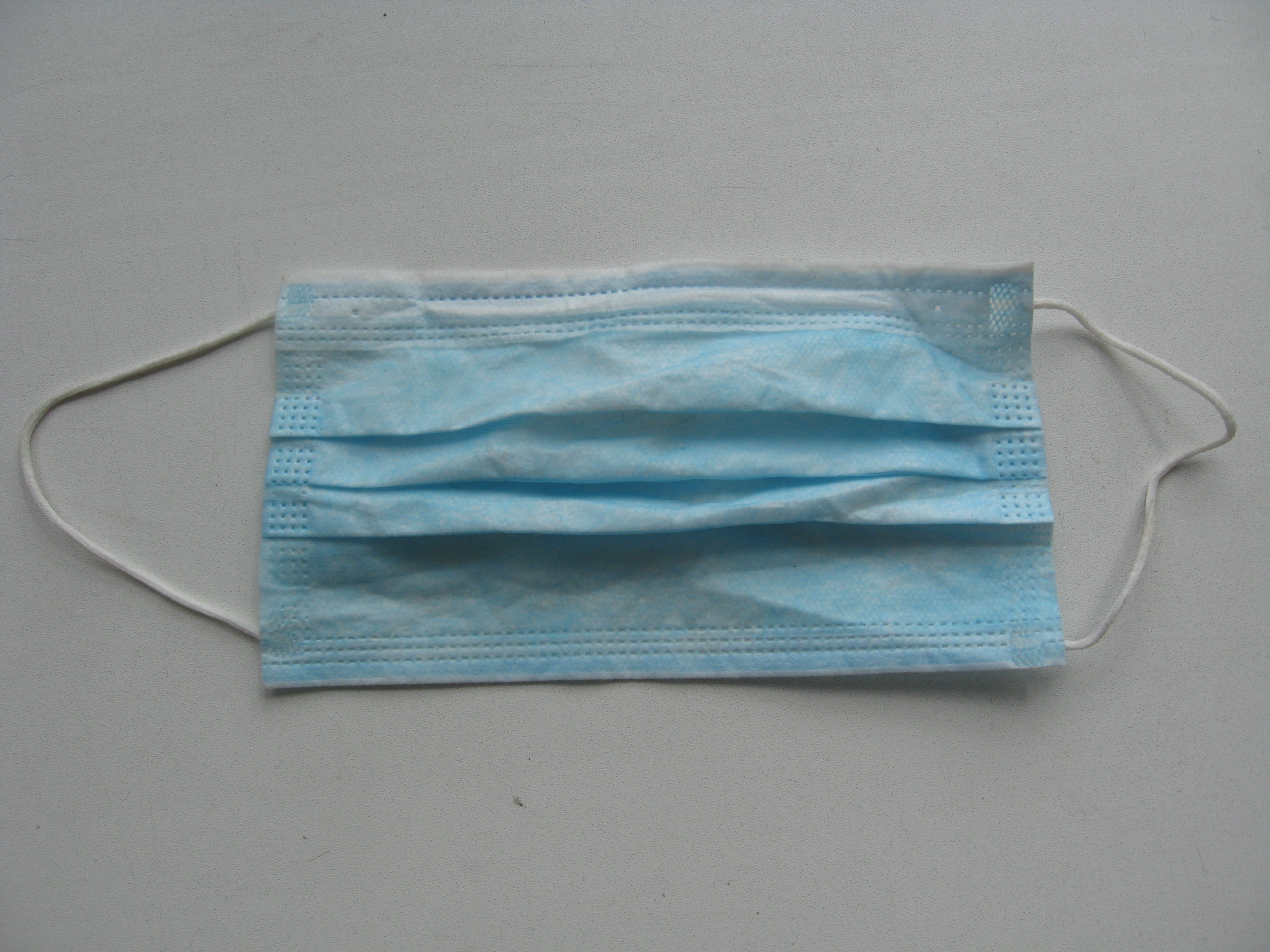
Een chirurgisch mondmasker

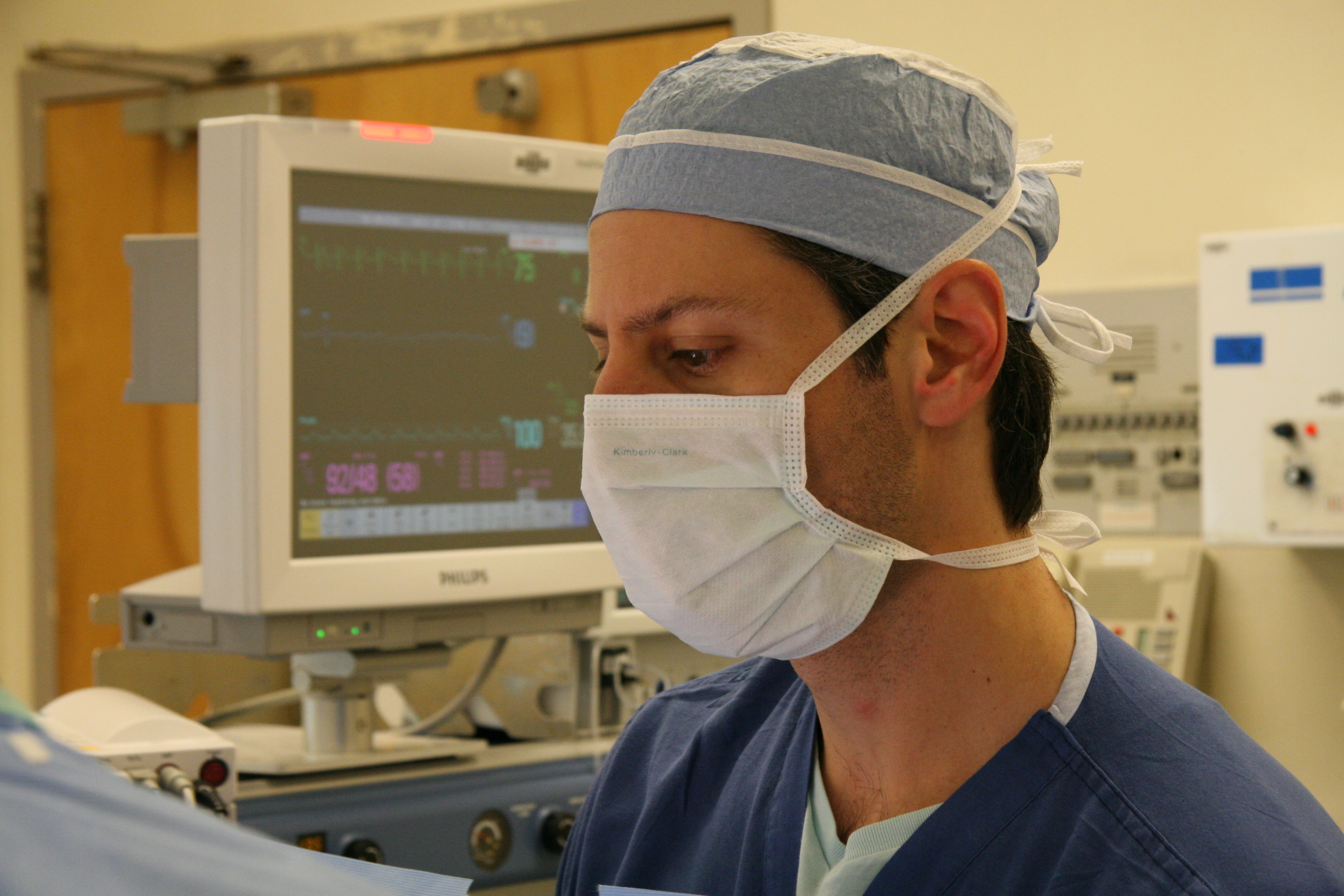
Een arts draagt een chirurgisch mondmasker tijdens een operatie

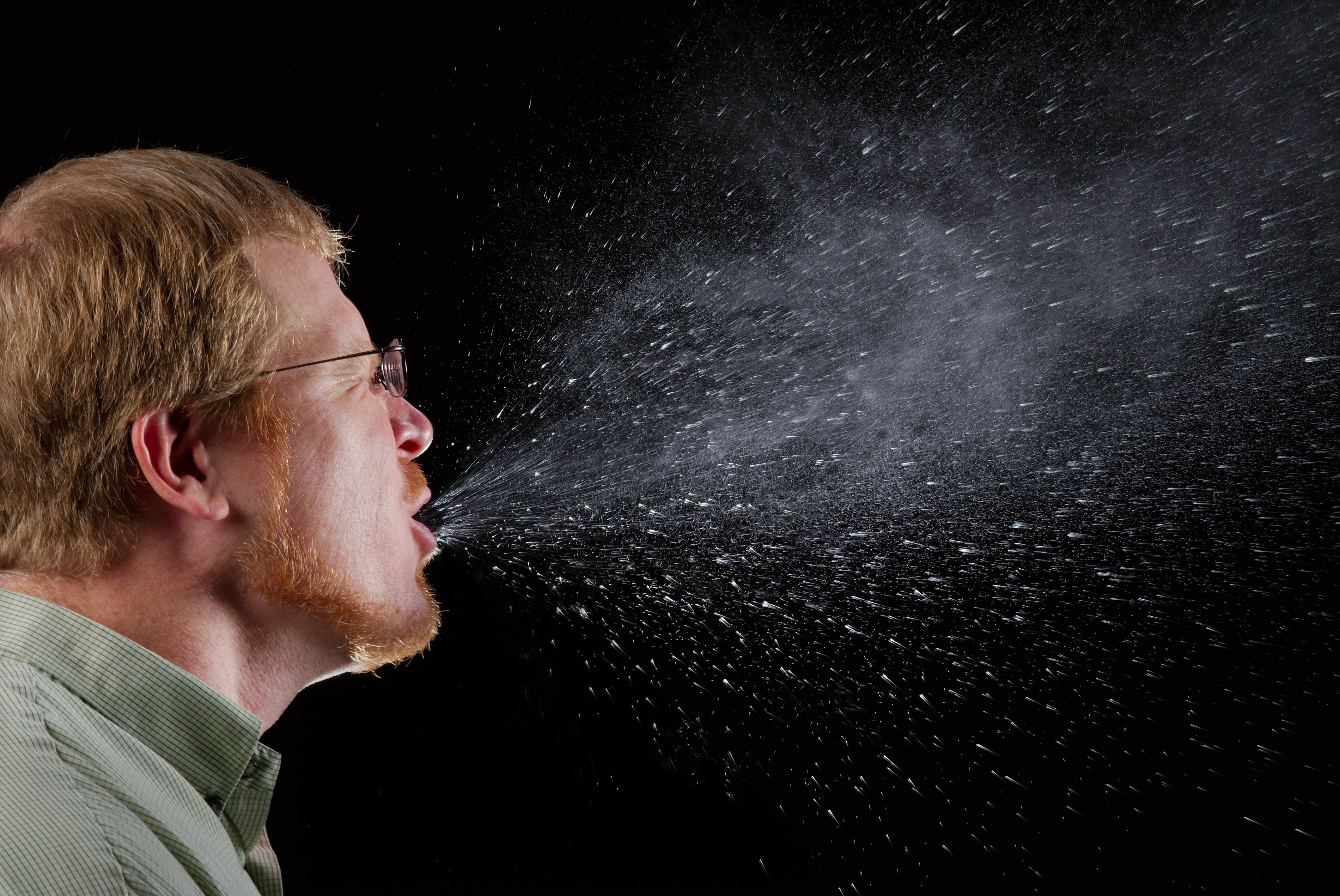
Effect van niezen zonder mondmasker

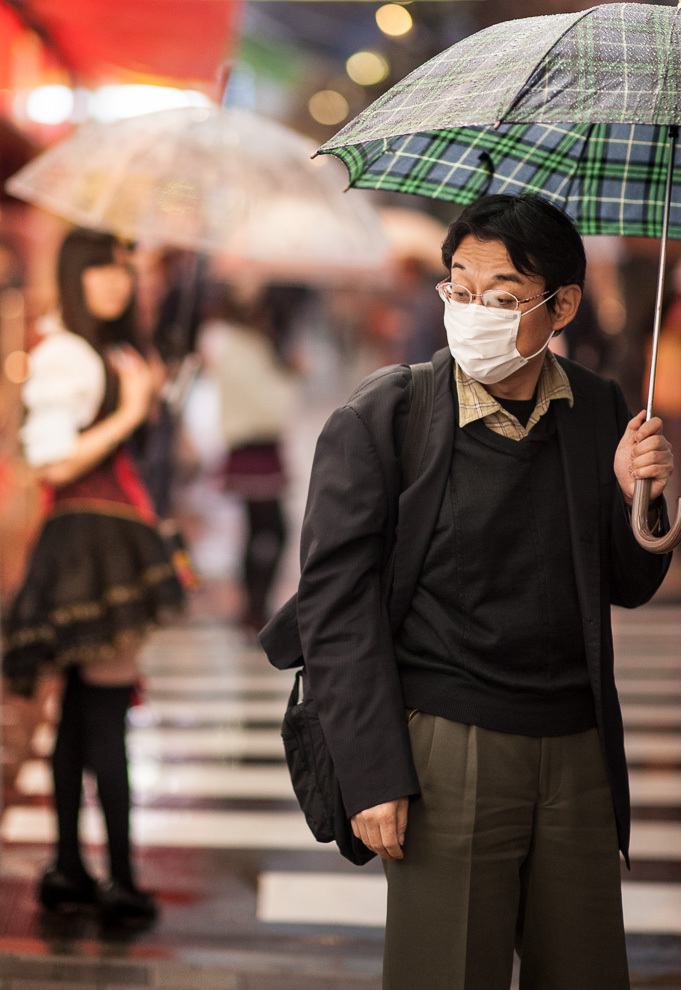
Iemand draagt buiten op straat een chirurgisch mondmasker

Een chirurgisch mondmasker (ook chirurgisch mond-neusmasker, proceduremasker of chirurgisch mondkapje) is een mond-neusmasker dat de mond en de neus bedekt met een textiel dat functioneert als een luchtfilter. Als een zorgverlener een chirurgische mondmasker draagt, beschermt deze zo de patiënt tegen micro-organismen afkomstig van de uitademing van de zorgverlener. Daarnaast beschermt het masker de zorgverlener tegen vloeistofspatten zoals bloed afkomstig van de patiënt. Het masker wordt gebruikt in de medische zorg, onder meer tijdens chirurgische ingrepen.

## Gebruik
Een chirurgisch mond-neusmasker is bedoeld om de lucht die wordt uitgeademd te filteren van deeltjes, waaronder micro-organismen, en daardoor de patiënt en de omgeving te beschermen. Dit in tegenstelling tot een FFP-masker dat mede door een tegen de huid sluitende vorm bescherming biedt tegen inademing van deeltjes, waaronder micro-organismen, die via druppels of druppelkernen worden overgebracht. De uitgeademde deeltjes drogen uit in de lucht en worden hierdoor kleiner. Om bescherming te bieden tegen inademing van de kleinere en drogere deeltjes moet het masker ook kleinere deeltjes kunnen tegenhouden. Dat is de reden van de asymmetrie in bescherming tussen uitademen in inademen.
Er is bij een chirurgisch mondmasker meer sprake van randlekkage dan bij een ademhalingsbeschermingsmasker. Ook wordt er getest met een groter deeltje (0,8 μm versus 0,02-0,2 μm).

## Materiaal
Chirurgische maskers kunnen van non-woven polypropyleen, gemaakt via smeltblazen,  of van cellulose worden gemaakt. Sommige modellen hebben een anticondensstrip of een transparant vizier om de ogen te beschermen.

## Categorieën
Er zijn drie categorieën gecertificeerde chirurgische mondmaskers vastgesteld binnen de Europese standaard EN14683: I, II en IIR. NEN 14683 schrijft voor dat patiënten minimaal type I gebruiken en medewerkers minimaal type II of IIR, afhankelijk van de indicatie. IIR is een vloeistofbestendige variant.

### Type I
- Bacteriële filterefficiëntie (%) ≥ 95%
- Ademweerstand (Pa/cm2) < 29,4 Pa
- Spatweerstand (kPa) n.v.t

### Type II
- Bacteriële filterefficiëntie (%) ≥ 98%
- Ademweerstand (Pa/cm2) < 29,4 Pa
- Spatweerstand (kPa) n.v.t

### Type IIR
- Bacteriële filterefficiëntie (%) ≥ 98%
- Ademweerstand (Pa/cm2) < 49,0 Pa
- Spatweerstand (kPa) ≥ 16,0 mm Hg